# 1176
| [ Edytuj tabelę ]                |                                                               |
| Książę Małopolski                | - 1173 Mieszko III Stary 1177                                 |
| Książę Wielkopolski              | - 1138 Mieszko III Stary 1177                                 |
| Król Angkoru                     | - 1165 Tribhuwanaditjawarman 1177                             |
| Król Anglii                      | - 1154 Henryk II 1189                                         |
| Król Aragonii i hrabia Barcelony | - 1164 Alfons II Aragoński 1196                               |
| Książę Bawarii                   | - 1156 Henryk XII Lew 1180                                    |
| Margrabia Brandenburgii          | - 1170 Otto I 1184                                            |
| Książę Burgundii                 | - 1162 Hugo III 1192                                          |
| Cesarz Bizancjum                 | - 1143 Manuel I Komnen 1180                                   |
| Cesarz Chin                      | - 1162 Song Xiaozong 1189                                     |
| Książę Czech                     | - 1173 Sobiesław II 1178                                      |
| Król Danii                       | - 1157 Waldemar I Wielki 1182                                 |
| Władca Egiptu                    | - 1171 Saladyn 1193                                           |
| Król Francji                     | - 1137 Ludwik VII Młody 1180                                  |
| Król Gruzji                      | - 1156 Jerzy III 1184                                         |
| Hrabia Holandii                  | - 1157 Floris III 1190                                        |
| Cesarz Japonii                   | - 1168 Takakura 1180                                          |
| Kalif                            | - 1170 Al-Mustadhi 1180                                       |
| Król Kastylii                    | - 1158 Alfons VIII Szlachetny 1214                            |
| Patriarcha Konstantynopola       | - 1170 Michał III z Anchialos 1177                            |
| Władca Korei                     | - 1170 Myŏngjong 1197                                         |
| Król Leónu                       | - 1157 Ferdynand II 1188                                      |
| Kalif Maroka                     | - 1163 Abu Jusuf I 1184                                       |
| Król Nawarry                     | - 1150 Sancho VI 1194                                         |
| Król Norwegii                    | - 1161 Magnus V 1184                                          |
| Hrabia Palatynatu                | - 1155 Konrad Hohenstauf 1195                                 |
| Papież                           | - 1159 Aleksander III 1181 - 1168 antypapież Kalikst III 1178 |
| Król Portugalii                  | - 1139 Alfons I 1185                                          |
| Sułtan Rumu                      | - 1156 Kilidż Arslan II 1192                                  |
| Książę Rusi halickiej            | - 1153 Jarosław Ośmiomysł 1187                                |
| Cesarz Rzymski (niemiecki)       | - 1155 Fryderyk I Barbarossa 1190                             |
| Książę Saksonii                  | - 1142 Henryk Lew 1180                                        |
| Król Szkocji                     | - 1165 Wilhelm I 1214                                         |
| Król Szwecji                     | - 1173 Knut Eriksson 1196                                     |
| Doża Wenecji                     | - 1172 Sebastiano Ziani 1178                                  |
| Król Węgier                      | - 1172 Bela III 1196                                          |

Rok 1176 / MCLXXVI
stulecia: XI wiek ~
XII wiek ~
XIII wiek

lata: 1166 «
1171 «
1172 «
1173 «
1174 «
1175 «
1176
» 1177
» 1178
» 1179
» 1180
» 1181
» 1186

## Wydarzenia na świecie
- 22 maja – drugi nieudany zamach asasynów na Saladyna w czasie oblężenia Azazu.
- 29 maja – rycerstwo cesarskie poniosło klęskę w starciu z oddziałami Ligi Lombardzkiej pod Legnano. Fryderyk I Barbarossa uznał autonomię miast włoskich[1].
- 17 września – cesarz bizantyjski Manuel I Komnen został pokonany przez Turków Seldżuckich w bitwie pod Myriokefalon[1].

- Sybilla Jerozolimska poślubiła Wilhelma z Montferratu.
- Wsiewołod III Wielkie Gniazdo został wielkim księciem włodzimierskim[1].
- Jarosław III Piękny został księciem Nowogrodu.
- Roman I Rościsławowicz został księciem Smoleńskim.
- Szymon II został księciem Lotaryngii.
- Lý Cao Tông wstąpił na tron Wietnamu.

## Urodzili się
- Andrzej II Arpadowicz, król Węgier (zm. 1235)
- Henryk Flandryjski, cesarz łaciński
- Leopold VI Sławny, książę Austrii i Styrii (zm. 1230)
- Święty Sawa, święty w cerkwi serbskiej (ur. 1175 lub 1176; zm. 1235 lub 1236)

## Zmarli
- 13 maja – Mateusz I Lotaryński, książę Lotaryngii (ur. ok. 1110)
- 23 sierpnia – Rokujō, cesarz Japonii (ur. 1164)
- data dzienna nieznana:
  - Bổn Tịnh, wietnamski mistrz thiền ze szkoły vô ngôn thông (ur. 1100)
  - Jaksa Gryfita, małopolski możnowładca (ur. w 1. poł. XII wieku)
  - Michał Jurijewicz, wielki książę włodzimierski (ur. ?)